# 梅西叶环形山

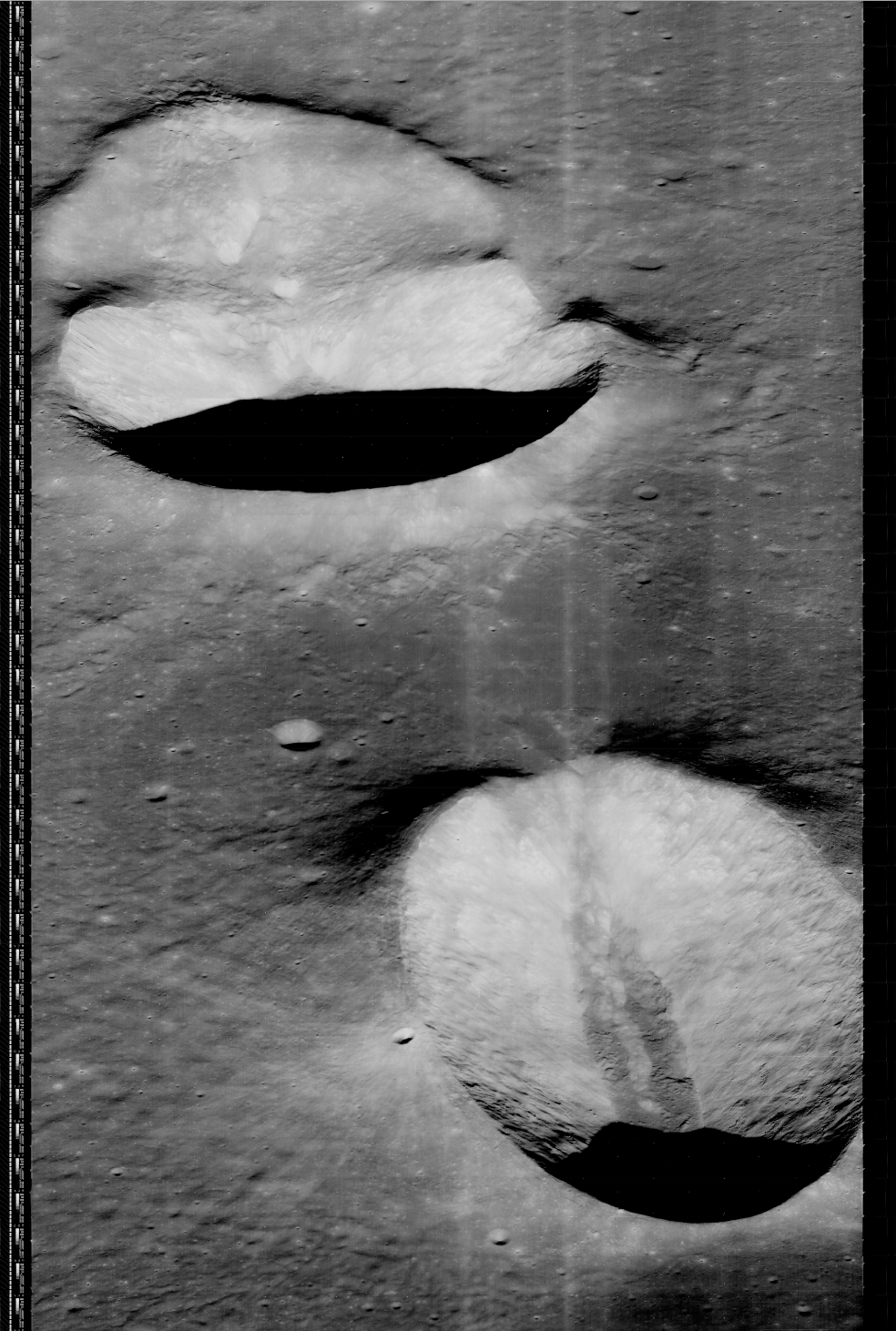
梅西叶环形山和梅西叶 A 坑图像，月球轨道器5号041H照片。月球轨道器图像恢复项目组处理和提取，2013年2月

梅西叶环形山（Messier）是月球正面丰富海东北部的一座小撞击坑，约形成于11亿年前的哥白尼纪，其名称取自法国天文学家夏尔·梅西耶(1730年–1817年)之名命名，1935年被国际天文联合会正式批准接受。该陨坑形成于哥白尼纪时期。

## 特征描述
在梅西叶环形山周边：西北是塞奇陨石坑、北面为昂维尔陨石坑、西南偏西有伊本·白图泰陨石坑，阿蒙顿陨石坑位于它的南面、偏西侧则是卢伯克陨石坑。梅西叶环形山西北偏西处横亘着梅西叶月溪，西北方是塞奇山脉，它们的背后是静海；陨坑东、北二侧分别是加图山脊和盖基山脊。月坑中心的月面坐标为南纬1.9°、东经47.6°，直径长99公里，深约1300米。
梅西叶环形山外形呈东西走向的卵状，再往西则是带有二道向西超过100公里明亮辐射纹的孪生卫星坑“梅西叶 A”，梅西叶 A 坑南北向更长，有一个向西凸出的弧形扩展区。 1967年8月美国航空航天局的月球轨道器5号拍摄了梅西叶和梅西叶 A 坑高分辨率的照片。月球轨道器5号的041图像被存档在月球与行星研究所网站 （页面存档备份，存于）上。在此所显示的部分月球轨道器5号照片是月球轨道器图像恢复项目组从原始磁带上提取出来的。
梅西叶和梅西叶 A 陨坑的内部反照率较周围月海更高，每座陨坑中央也有一条暗纹。从梅西叶 A 陨坑边缘发出的两道醒目、近乎笔直的辐射纹，与梅西叶陨坑的蝶翅状射纹形成直角，向西延伸100多公里直抵丰富海的西侧边缘。月海表面的一些月坑也覆盖着来自其它陨石坑的明亮辐射纹。
从理论上讲，梅西叶环形山形成于一次入射角度极低的撞击，而梅西叶 A 坑则可能是该撞击体的后续反弹撞击。低角度撞击也解释了所形成的不对称射纹系统。 
梅西叶环形山已被月球及行星观测者协会分别列入《内侧壁坡带有暗黑辐射纹的撞击坑列表》和《带有明亮辐射纹系统的撞击坑列表》。

## 月球瞬变现象
在梅西叶环形山和梅西叶 A 卫星坑中曾观测到如浮云的月球瞬变现象(TLP)。

## 卫星陨石坑
按惯例，最靠近梅西叶环形山的卫星坑，将通过在其陨坑中心点旁放置一字母而在月球地图上标示出来。
| 梅西叶 | 月面坐标                        | 直径, 公里 |
| ------ | ------------------------------- | ---------- |
| A      | 2°02′S 46°56′E / 2.03°S 46.94°E | 11.0       |
| B      | 0°54′S 48°04′E / 0.9°S 48.06°E  | 6.9        |
| D      | 3°35′S 46°19′E / 3.59°S 46.32°E | 7.8        |
| E      | 3°21′S 45°26′E / 3.35°S 45.43°E | 5.0        |
| J      | 1°36′S 52°10′E / 1.6°S 52.16°E  | 3.7        |
| L      | 1°16′S 51°52′E / 1.26°S 51.87°E | 5.4        |

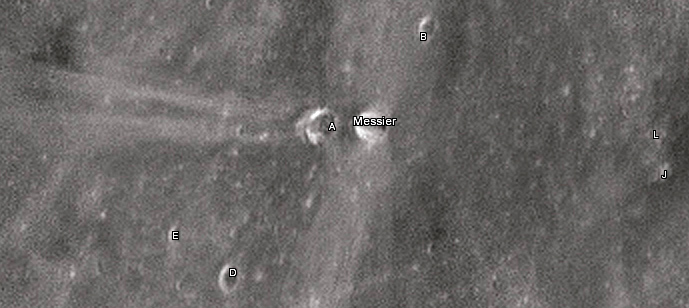
戴维·坎贝尔图片.

- 1976年卫星陨石坑“梅西叶 G”被国际天文联合会重命名为林德伯格陨石坑。
- "梅西叶 A"曾被改称为"威廉·亨利·皮克林陨坑"，但并未得到国际天文学联合会正式认可。皮克林一名一直被用于另一陨石坑。
- 在月食期间，曾记录到梅西叶环形山及卫星坑"梅西叶 A"、"梅西叶 D"及"梅西叶 G"产生温度异常，其原因是这些陨石坑地质龄较短，尚没有形成能提供隔热作用的表岩屑覆盖层。

## 图集

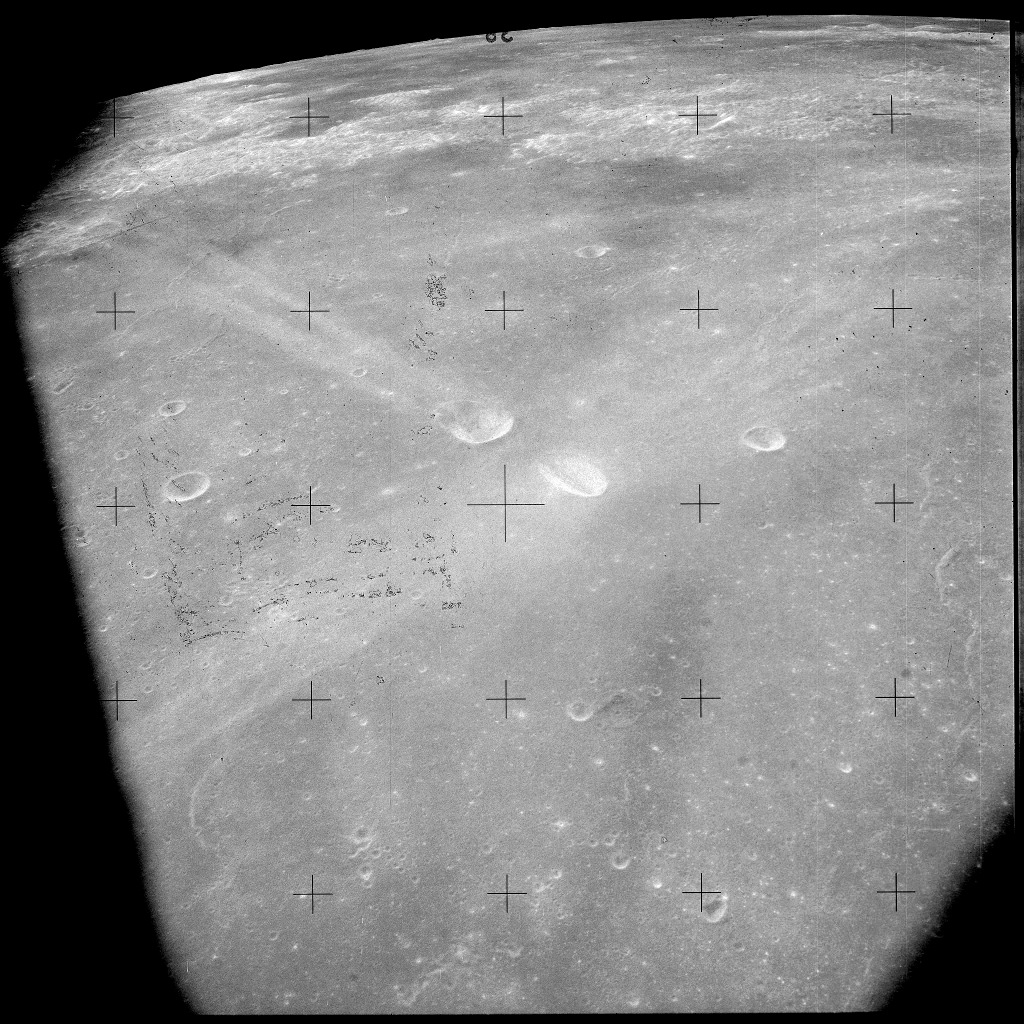
高太阳角度下阿波罗15号拍摄的照片，显示了二道突出的辐射纹。
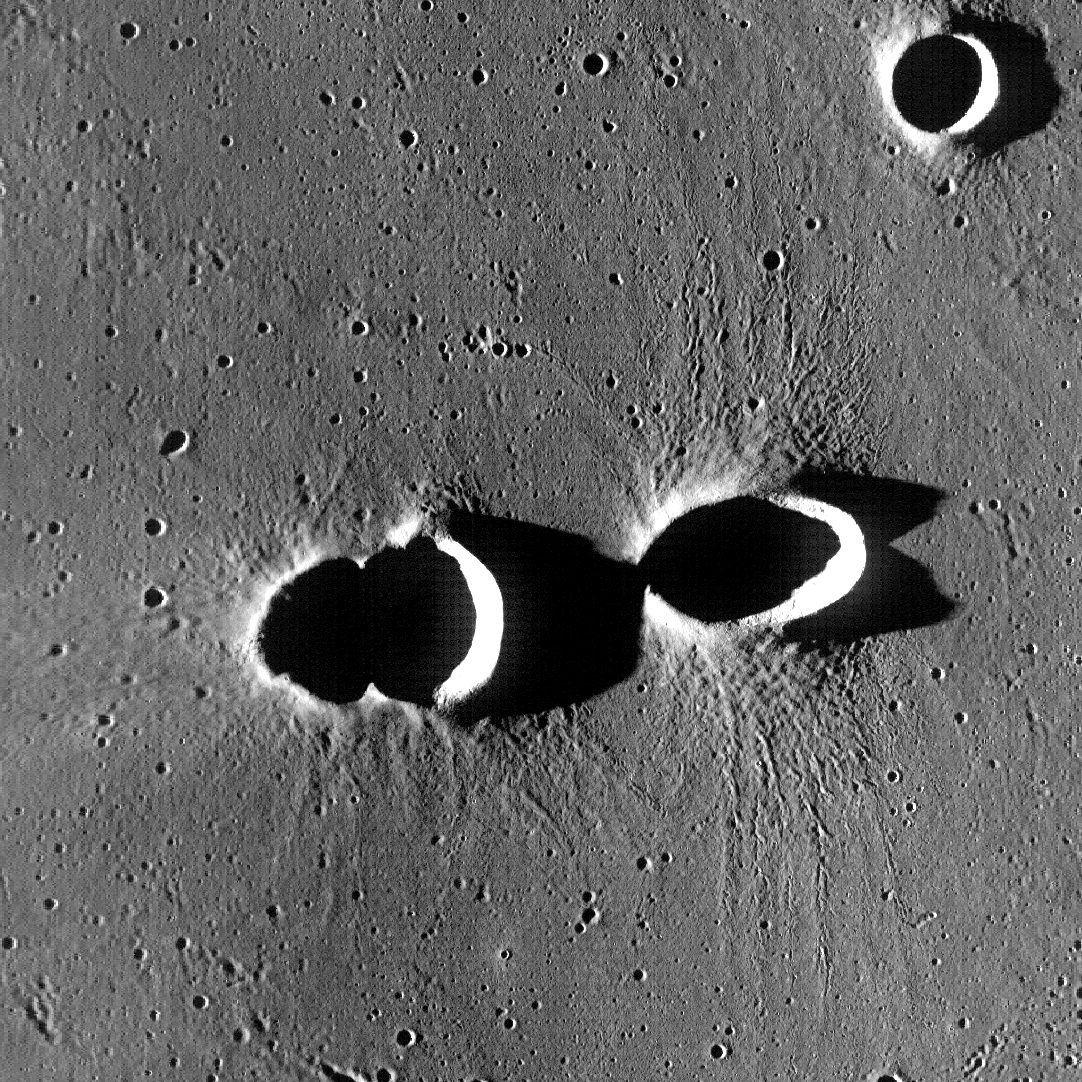
低太阳角度下月球勘测轨道飞行器拍摄的照片，显示了环陨坑的溅射物。
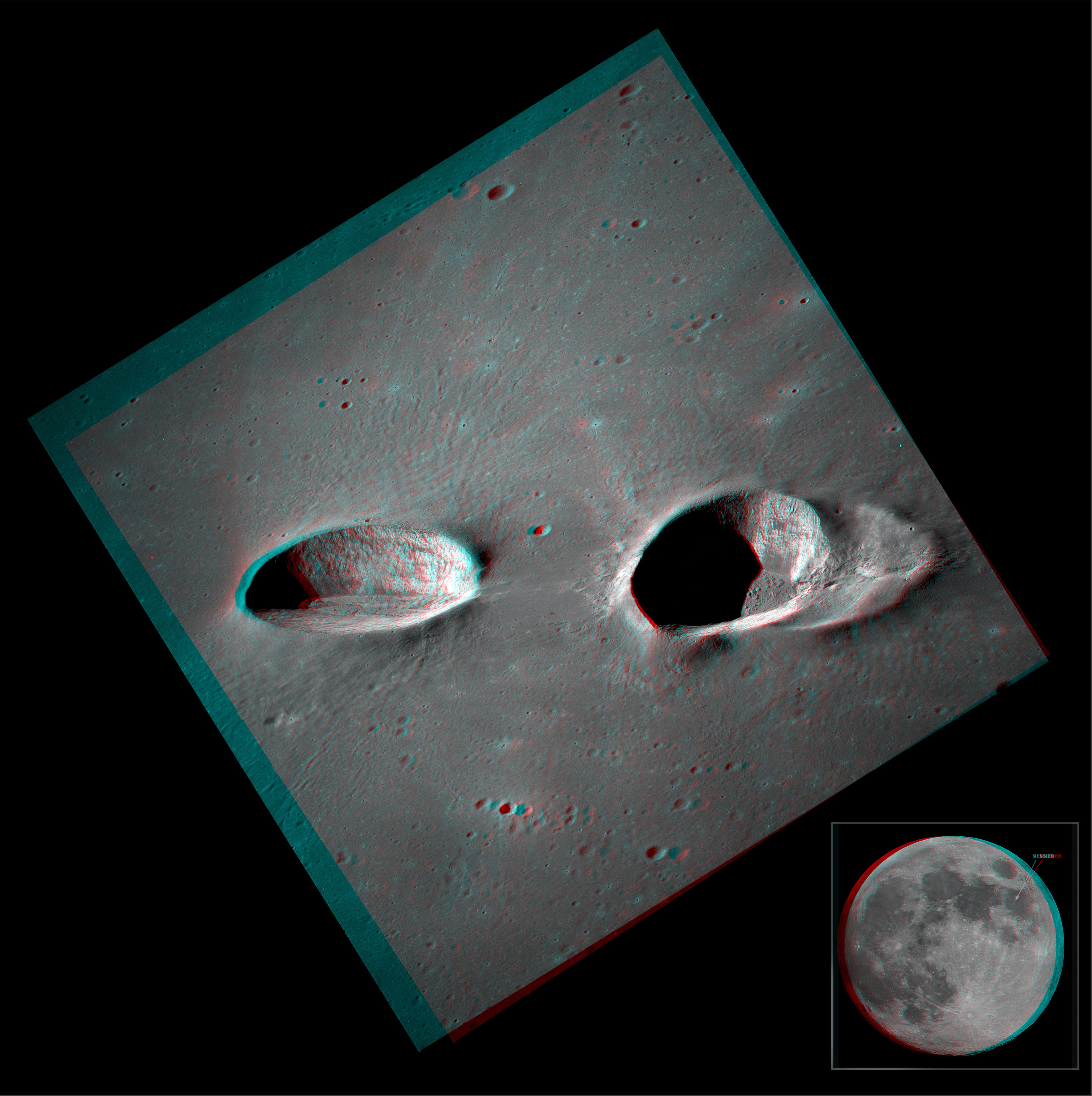
陨石坑立体图。
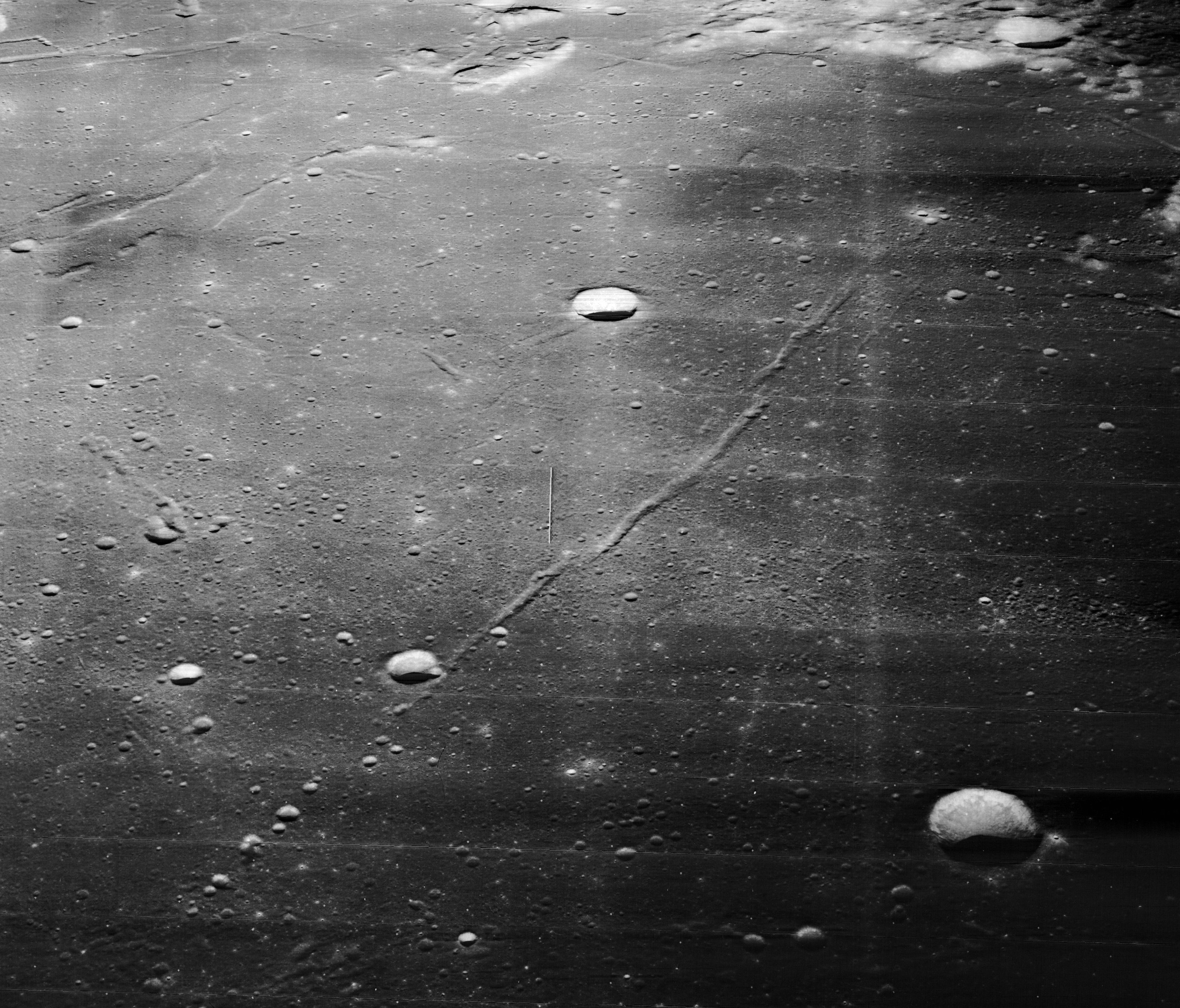
月球轨道器5号拍摄的梅西叶环形山斜视图。

## 备注
1. ↑  . 国家天文科学数据中心·天文学名词. 中国科学院国家天文台.   [2024-04-10]. （原始内容存档于2024-04-10）.
2. 1 2  Lunar Impact Crater Database
3. ↑  Schmadel, Lutz D.; International Astronomical Union. . Berlin; New York: Springer-Verlag. 2003: 592–593  [9 September 2011]. ISBN 978-3-540-00238-3. （原始内容存档于2016-04-29）.
4. ↑   (PDF).   [2016-04-02]. （原始内容存档 (PDF)于2012-05-04）.
5. ↑  .   [2016-04-02]. （原始内容存档于2018-07-02）.
6. ↑  .   [2016-04-02]. （原始内容存档于2014-12-18）.
7. ↑  List of craters with dark radial stripes Association of Lunar and Planetary Astronomy (ALPO) 的存檔，存档日期2013-12-03.
8. ↑  List of craters with bright rays of the lunar system and planetary astronomy Association(ALPO) 的存檔，存档日期2016-03-04.

### 月球陨石坑参考文献
- Andersson, L. E.; Whitaker, E. A.  (PDF). NASA RP-1097. 1982. （原始内容 (PDF)存档于2014-10-06）.
- Blue, Jennifer. . USGS. July 25, 2007  [2015-12-26]. （原始内容存档于2016-01-06）.
- Bussey, B.; Spudis, P. . New York: Cambridge University Press. 2004. ISBN 978-0-521-81528-4.
- Cocks, Elijah E.; Cocks, Josiah C. . Tudor Publishers. 1995. ISBN 978-0-936389-27-1.
- McDowell, Jonathan. . Jonathan's Space Report. July 15, 2007  [2007-10-24]. （原始内容存档于2012-05-26）.
- Menzel, D. H.; Minnaert, M.; Levin, B.; Dollfus, A.; Bell, B. . Space Science Reviews. 1971, 12 (2): 136–186. Bibcode:1971SSRv...12..136M. doi:10.1007/BF00171763.
- Moore, Patrick. . Sterling Publishing Co. 2001. ISBN 978-0-304-35469-6.
- Price, Fred W. . Cambridge University Press. 1988. ISBN 978-0-521-33500-3.
- Rükl, Antonín. . Kalmbach Books. 1990. ISBN 978-0-913135-17-4.
- Webb, Rev. T. W.  6th revised. Dover. 1962. ISBN 978-0-486-20917-3.
- Whitaker, Ewen A. . Cambridge University Press. 2003. ISBN 978-0-521-54414-6.
- Wlasuk, Peter T. . Springer Science & Business Media. 2000. ISBN 978-1-852-33193-1.